# Santo Adriano (Tuñón)

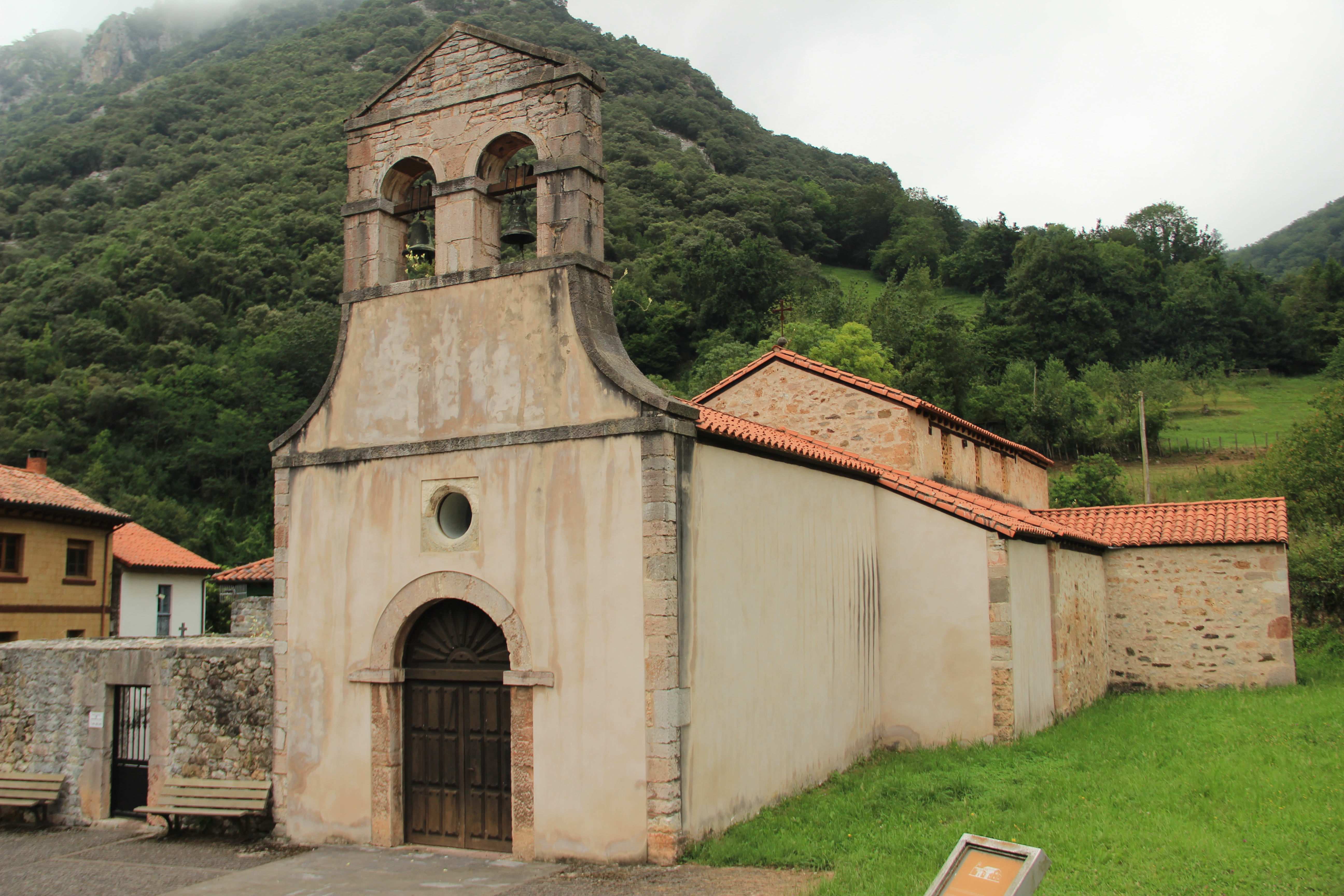
Kirche Santo Adriano de Tuñón

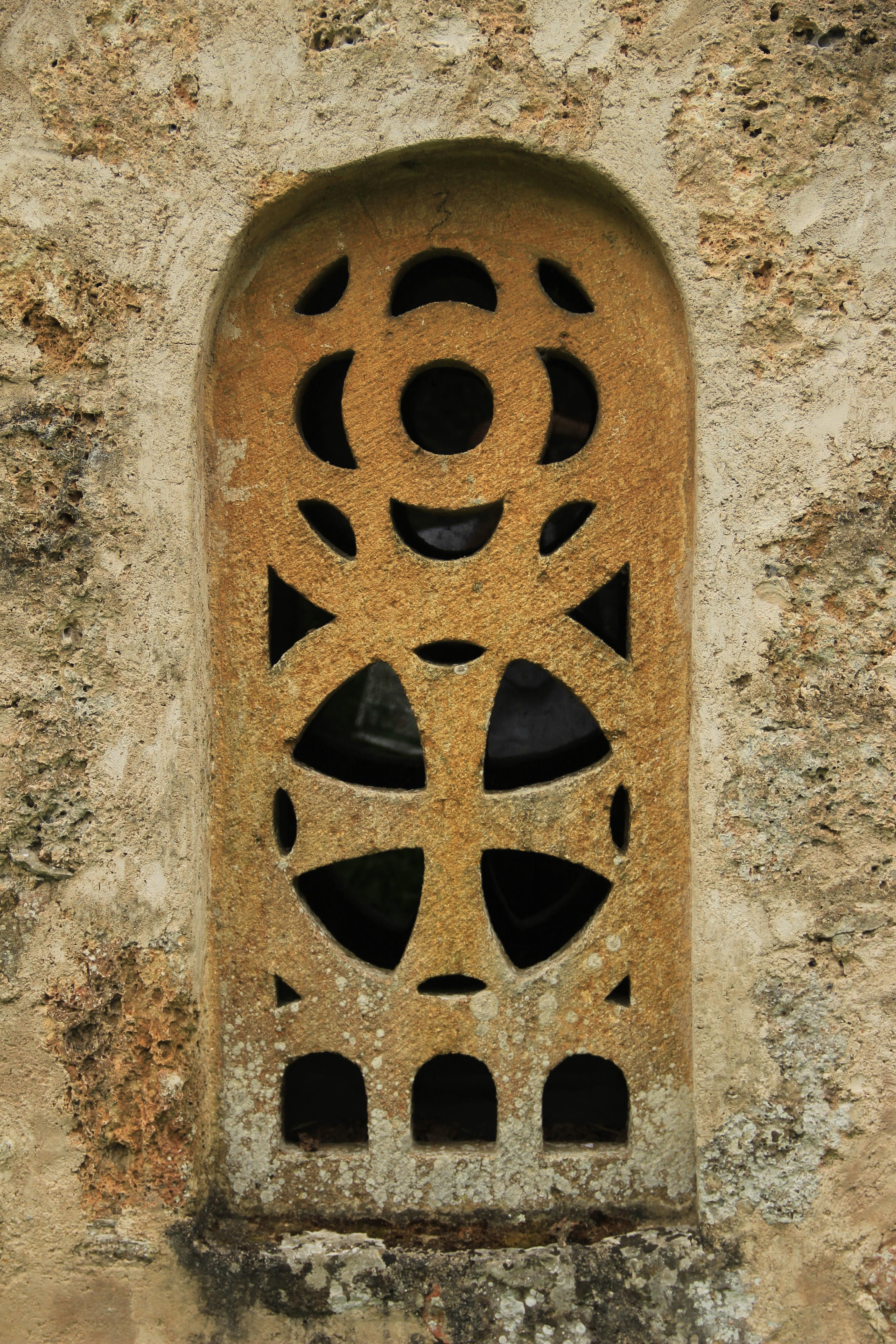
Transenna

Die Kirche Santo Adriano ist eine präromanische Kirche und ehemalige Abteikirche eines im 9. Jahrhundert gegründeten Benediktinerklosters. Die dem heiligen Adrian von Nikomedien geweihte Kirche gehört zur Parroquia Tuñón der Gemeinde (concejo) Santo Adriano in der Autonomen Gemeinschaft Asturien im Nordwesten Spaniens. Die Kirche liegt am rechten Ufer des Río Trubia an einer Römerstraße, circa 25 Kilometer südwestlich von Oviedo. 1931 wurde die Kirche zum Monumento Nacional (seit 1985 Bien de Interés Cultural) erklärt.

## Geschichte
Die Kirche Santo Adriano gehörte zu einer Benediktinerabtei, die vom asturischen König Alfons III. (866–910) und seiner Gemahlin Jimena gegründet wurde. Aus einer Urkunde, die in einer Abschrift aus dem 12. Jahrhundert erhalten ist, geht hervor, dass die Kirche im Jahr 891 unter der Anwesenheit der Bischöfe von Oviedo, Coimbra, Astorga und der ehemaligen Diözese Iria Flavia (des Erzbistums Braga) geweiht wurde. In der Südwand des Mittelschiffes ist eine Steintafel erhalten mit einer Weihinschrift, nach der im Jahr 1108 eine weitere Weihe stattfand, bei der der Hauptaltar den beiden, Anfang des 4. Jahrhunderts enthaupteten Märtyrern Adrian von Nikomedien, dem Kirchenpatron und seiner Frau Nathalia gewidmet wurde. Der rechte Nebenaltar wurde dem Andenken der Apostel Petrus und Paulus geweiht, der linke dem des Apostels Jakobus des Älteren. Wann das Kloster aufgelöst wurde, ist nicht belegt. Die erste Restaurierung erfolgte 1407. Im 17./18. Jahrhundert wurde das Schiff nach Westen verlängert und eine neue Eingangsfassade mit offenem Glockengiebel (espadaña) hinzugefügt. Von 1949 bis 1954 wurde die Kirche unter Leitung des Architekten Luis Menéndez-Pidal y Álvarez restauriert und ihrem ursprünglichen Zustand wieder angenähert. Dabei wurden im Chor Fresken aus der Bauzeit entdeckt.

## Architektur

### Langhaus
Santo Adriano de Tuñón ist eine dreischiffige Pfeilerbasilika mit rechteckigem Grundriss. Sie ist aus Bruchstein errichtet, die Ecken sind durch Quader verstärkt. Das Hauptschiff wie die Seitenschiffe tragen Holzdecken. Die Rundbogenarkaden zwischen dem Hauptschiff und den Seitenschiffen liegen auf gemauerten und verputzten Pfeilern auf, die weder Basen noch Kämpfer aufweisen. Entsprechend den drei Jochen des Langhauses öffnen sich im Mittelschiff drei rechteckige mit Steintransennen versehene Obergadenfenster. An das südliche Seitenschiff schließt sich ein auf den Originalfundamenten wieder aufgebauter Nebenraum an, der als Sakristei genutzt wird. Ein identischer Vorbau soll auf der Nordseite gestanden haben. Von ihm ist nichts mehr erhalten.

### Chor

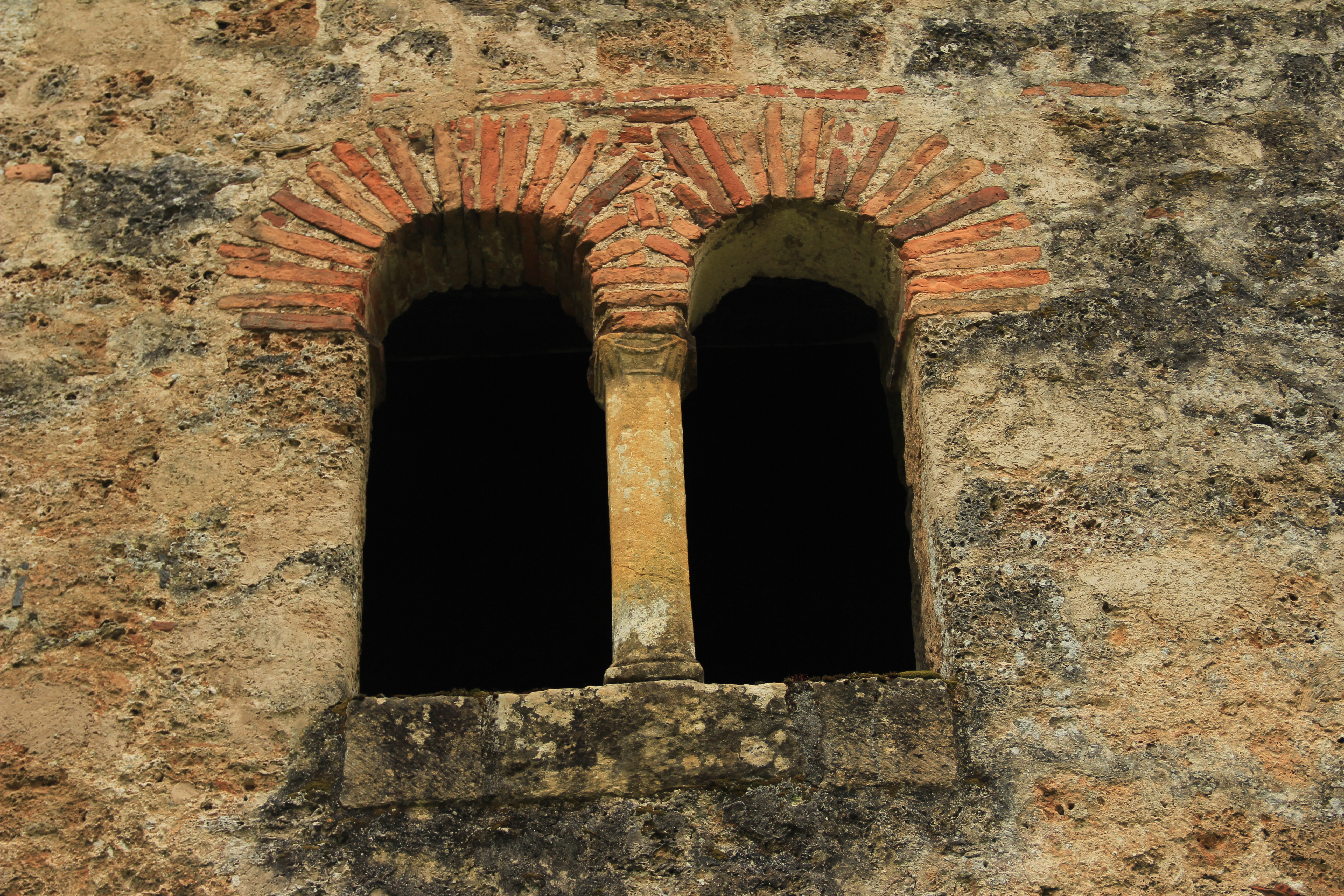
Zwillingsfenster an der Ostfassade

Der Chor ist dreigeteilt und hat einen rechteckigen Abschluss. Alle drei Apsiskapellen sind tonnengewölbt und besitzen Rundbogenfenster mit modernen Transennen in der Ostwand. Über der Hauptapsis befindet sich eine von innen nicht zugängliche Kammer (cámara oculta), die nur durch ein Zwillingsfenster in der Ostfassade nach außen geöffnet ist. Die gestelzten Rundbögen des Fensters sind aus Ziegelsteinen gemauert. Sie ruhen auf einem achteckigen Pfeiler mit Pyramidenstumpfkapitell, das mit Girlanden verziert ist und den Dekor der beiden wiederverwendeten Kapitelle aus spätrömischer oder westgotischer Zeit am Eingang zur Hauptapsis wieder aufnimmt. Diese beiden Kapitelle haben noch teilweise ihre ursprüngliche farbige Fassung bewahrt. Sie liegen auf Säulen aus rosa Granit. Von der einstigen Chorschranke aus grauem Marmor ist nur noch ein Fragment mit einem Relief von Palmetten und herzförmigen Blättern erhalten.

## Wandmalereien
Bei den Restaurierungsarbeiten wurden in der Mittelapsis die ursprünglichen Wandmalereien in roten und gelben Farben wiederentdeckt und freigelegt. Auf halber Höhe der drei Wände verläuft ein Fries aus Blattranken und Lotusblüten, darüber sind Zinnen dargestellt, ein Motiv, das auf mozarabischen Einfluss hinweist. Die beiden Sterne über dem Fenster werden als Sol (Sonne) und Luna (Mond) gedeutet. Die dargestellten Kreuze mit ihren verdickten Enden gleichen dem asturischen Siegeskreuz und sind auch in San Julián de los Prados, San Salvador de Valdediós oder San Salvador in Priesca zu sehen.